# Глубчице
Глубчице (пол. Głubczyce, нем. Leobschütz) — город в Польше, входит в Опольское воеводство, Глубчицкий повят. Имеет статус городско-сельской гмины. Занимает площадь 12,52 км². Население 13 572 человек (на 2004 год).

## История
В 1278 году король Чехии Пршемысл Отакар II пожаловал ордену госпитальеров патронатное право над костёлом в Глубчице и вскоре здесь возникло комтурство ордена.

## Известные люди
- Карл Булла (1855—1929), «отец российского фоторепортажа» — родился в Глубчице.
- Густав Холлендер (1855—1915), немецкий скрипач и композитор — родился в Глубчице.

## Галерея

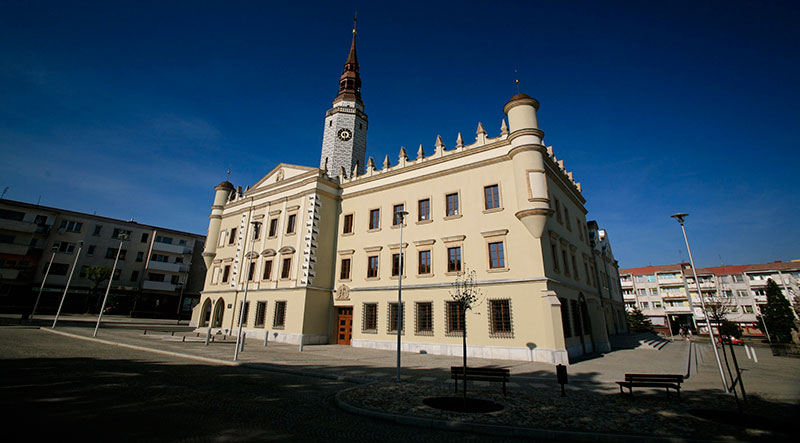
Реконструированная ратуша
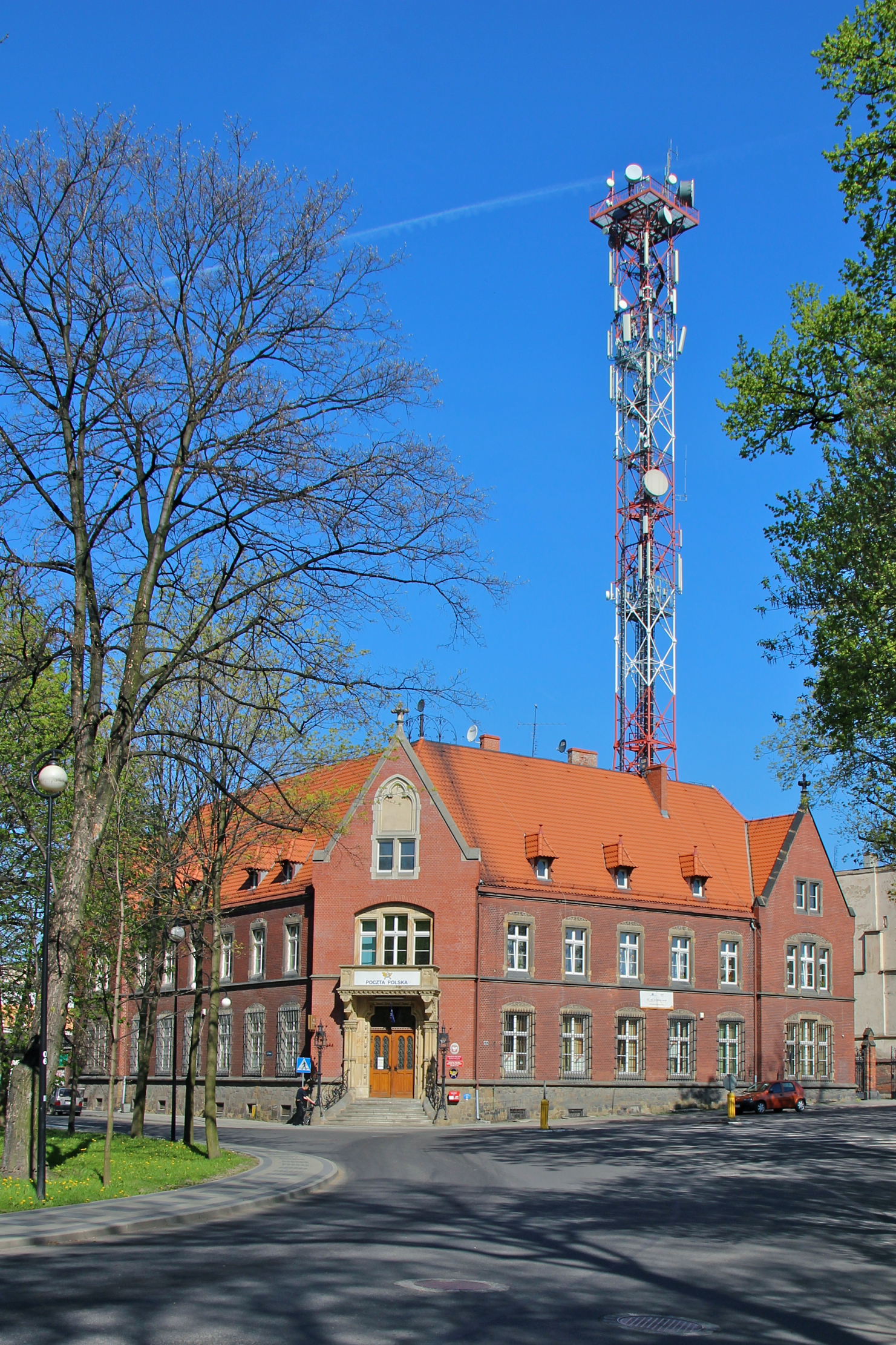
Почта
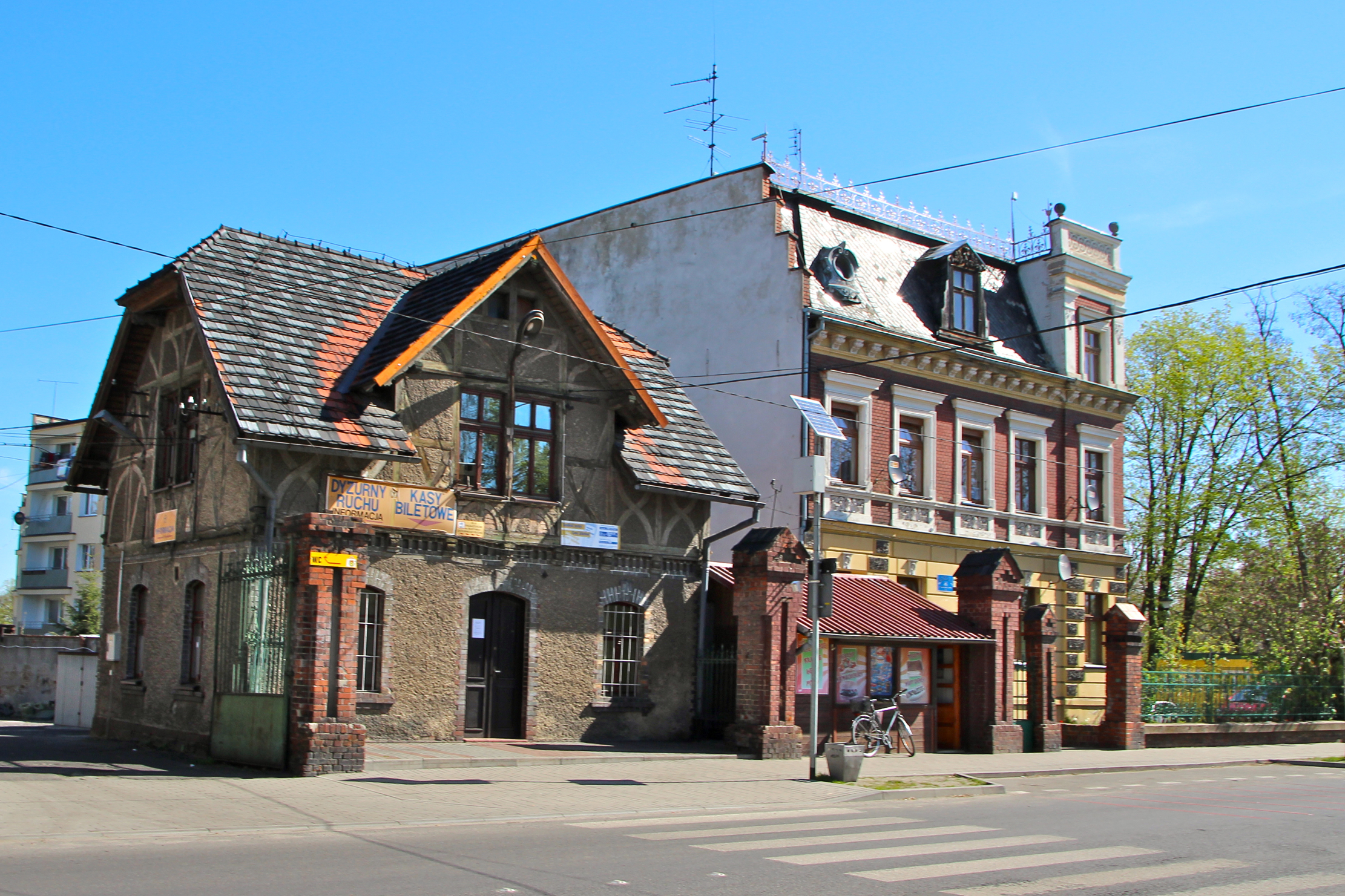
Старые здания
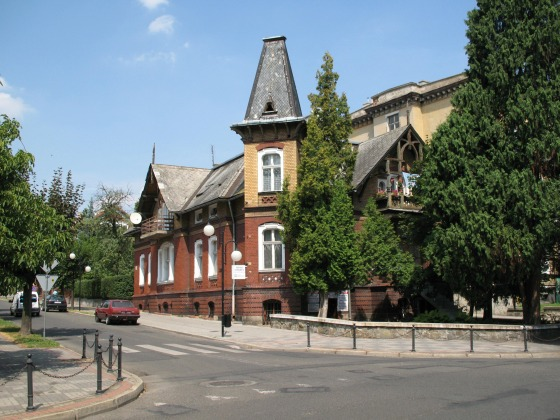
Старинный особняк
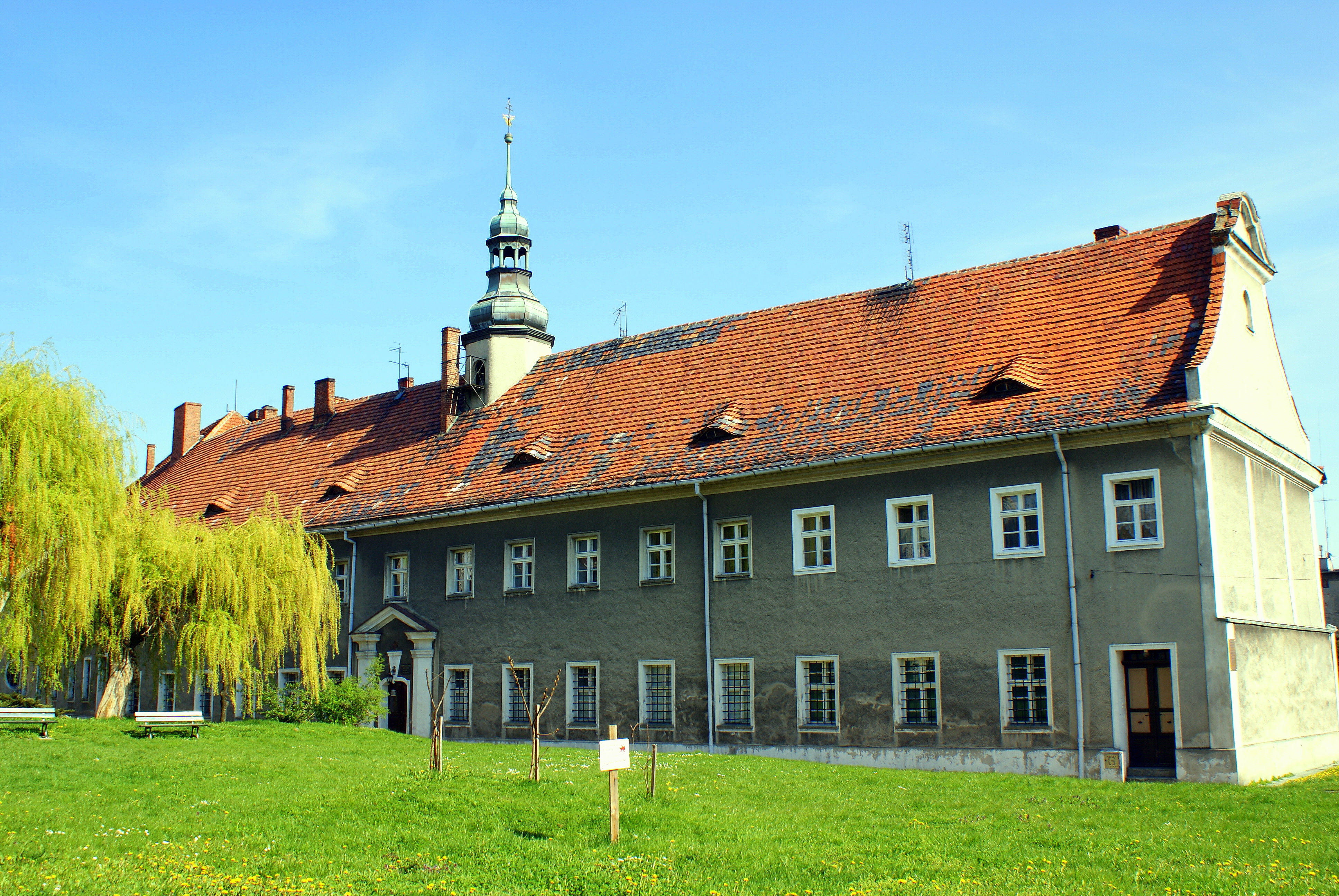
Монастырь францисканцев
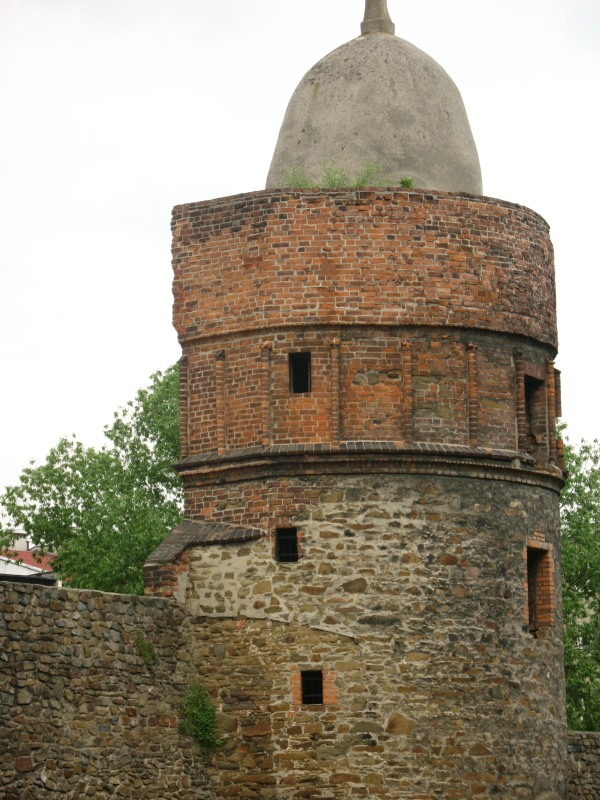
Средневековая башня
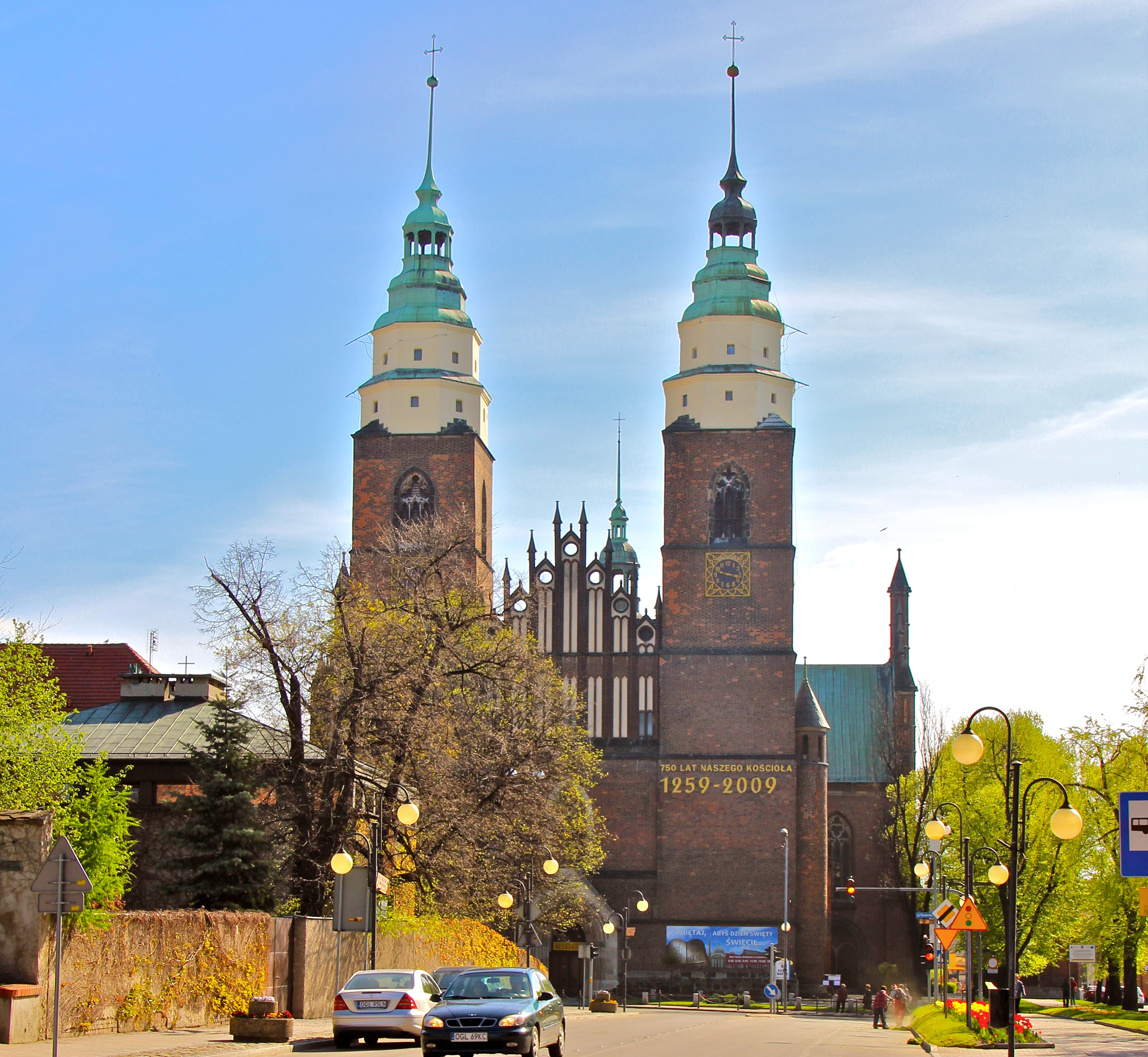
Церковь Пресв. Богородицы, построена в 1259 году
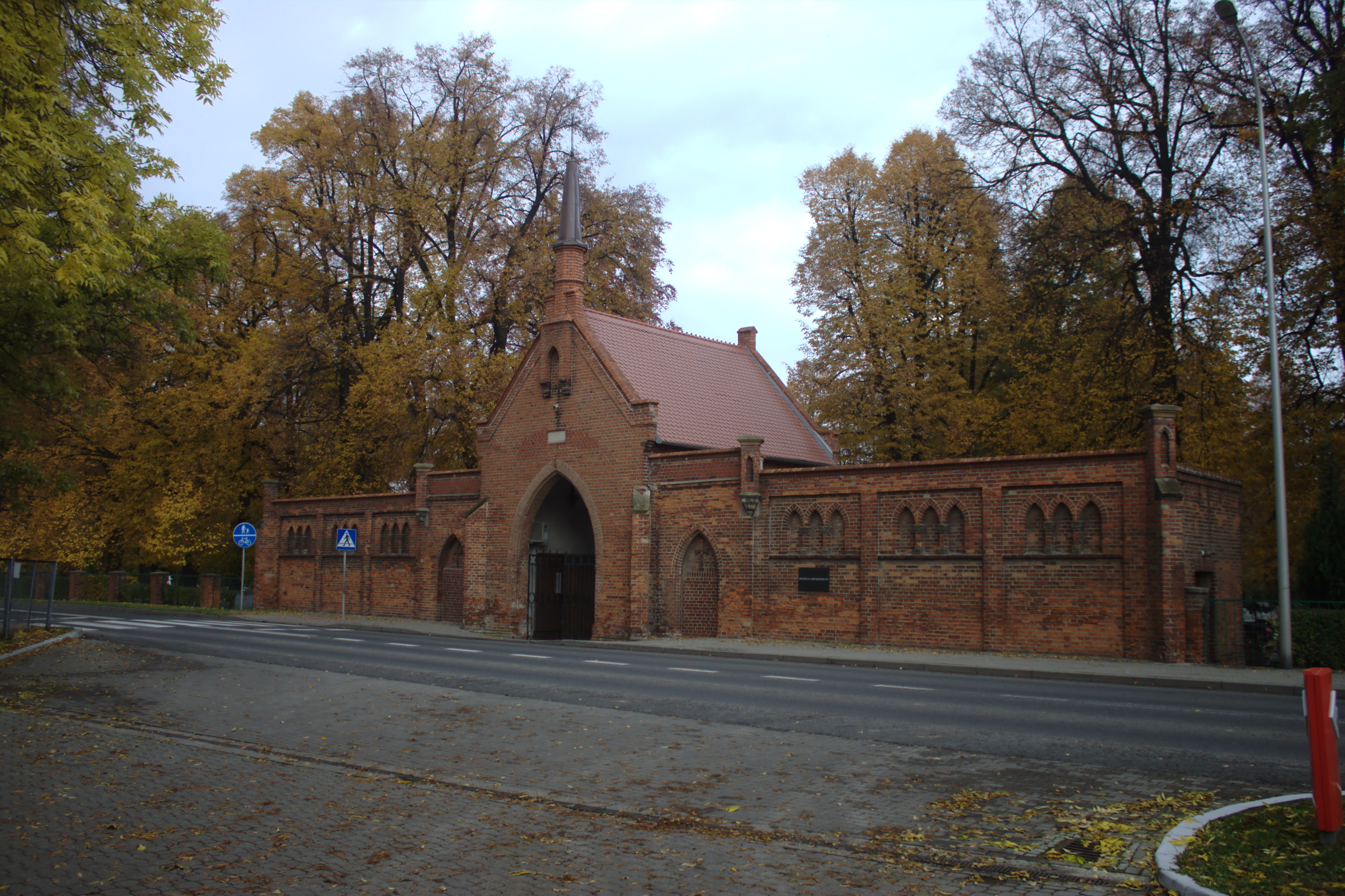
Кладбище
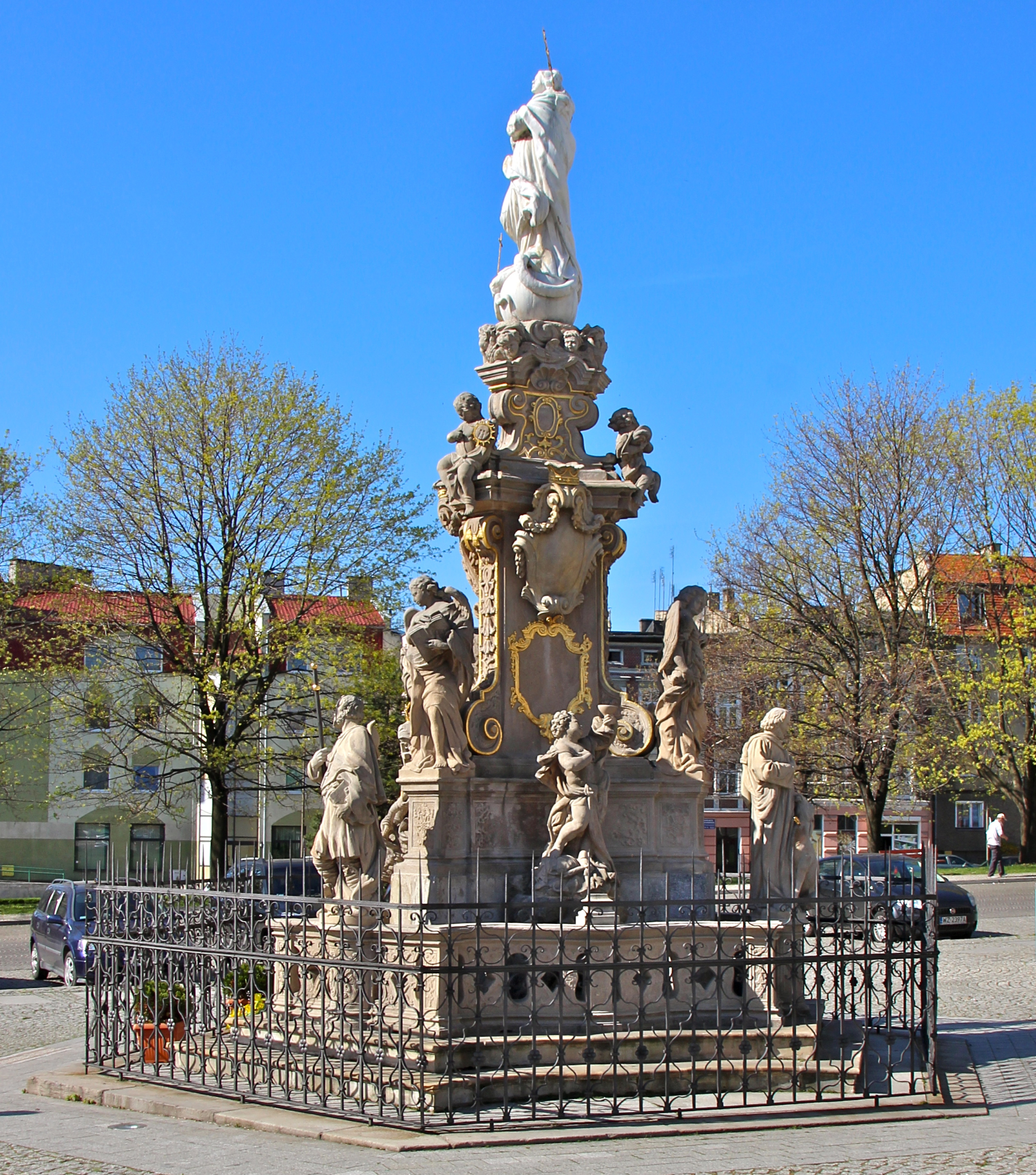
Монумент